# روبرت فرانكلين أرمفيلد
روبرت فرانكلين أرمفيلد هو محامي وقاضي وسياسي أمريكي، ولد في 9 يوليو 1829 في غرينزبورو في الولايات المتحدة، وتوفي في 9 نوفمبر 1898 في مقاطعة آيرديل في الولايات المتحدة. نشط حزبياً في الحزب الديمقراطي. وقد انتخب عضو مجلس ولاية كارولاينا الشمالية ‏ وانتخب عضو مجلس النواب الأمريكي.